# Łopatki (przystanek kolejowy)
Łopatki – przystanek kolejowy w Klementowicach, w województwie lubelskim, w Polsce. Znajdują się tu 2 perony.

## Ruch pasażerski[1]
| Rok  | Wymiana pasażerska na dobę |
| ---- | -------------------------- |
| 2017 | 20-49                      |
| 2018 | 10-19                      |
| 2019 | 10-19                      |
| 2020 | 10-19                      |
| 2021 | 10-19                      |
| 2022 | 20-49                      |
| 2023 | 20-49                      |

## Modernizacja
W 2014 r. wyburzono budynek kas stojący wcześniej po południowej stronie toru. W związku z modernizacją linii kolejowej nr 7 w latach 2017–2019, przystanek ma być przeniesiony o ok. 500 m w stronę Lublina.